# Colastinus leucaspis
Colastinus leucaspis är en stekelart som beskrevs av Sergey A. Belokobylskij 1992. Colastinus leucaspis ingår i släktet Colastinus och familjen bracksteklar. Inga underarter finns listade i Catalogue of Life.